# Сан-Лоренсу-да-Мата
Сан-Лоренсу-да-Мата (порт. São Lourenço da Mata) — муниципалитет в Бразилии, входит в штат Пернамбуку. Составная часть мезорегиона Агломерация Ресифи. Входит в экономико-статистический микрорегион Ресифи. Население составляет 95 304 человека на 2007 год. Занимает площадь 264 км².

## История
Город основан в 1909 году.

## Статистика
- Валовой внутренний продукт на 2004 год составляет 310 279 000,00 реалов (данные: Бразильский институт географии и статистики).
- Валовой внутренний продукт на душу населения на 2004 год составляет 3304,00 реала (данные: Бразильский институт географии и статистики).